# Retodus
Retodus is een geslacht van uitgestorven longvissen, gevonden in oude zoetwaterlagen uit het Krijt van Egypte (Baharijaformatie), Algerije en Niger. 
De typesoort Ceratodus tuberculatus werd in 1961 benoemd door Tabaste. Het werd later in Neoceratodus geplaatst. Een in 1998 gevonden tandplaat toonde echter een nogal afwijkende bouw. Daarom werd in 2006 een apart geslacht Retodus benoemd.

## Beschrijving
Tandplaten van Retodus tuberculatus worden gekenmerkt door slechts vier dwarse richels, breed afgeronde toppen, een netvormig patroon van richels en holtes en grote volwassen afmeting van verschillende meters lengte.

## Levenswijze
De gebruikelijke horizontale maalbeweging van de kaken was vervangen door een verticale pletting waarbij de richels in elkaar grijpen.